# Wilhelm Pieck
Friedrich Wilhelm Reinhold Pieck (født 3. januar 1876 i Guben, død 7. september 1960 i Østberlin) var en tysk kommunistisk politiker, der fra 1949 til 1960 var den første og eneste præsident i Deutsche Demokratische Republik. Han var desuden tidligere leder af KPD.
Wilhelm Pieck blev født i byen Guben (dengang Tyskland), nærmere bestemt den del af byen som ligger øst for Oder-Neisse-linjen og dermed nu er beliggende i Polen med navnet Gubin. Han blev uddannet tømrer, men endte hurtigt som politisk aktivist. I 1884 blev han aktiv i tømrernes fagforening og blev derefter aktiv i SPD, først som kredsformand i 1899 og fra 1906 blev han ansat som partisekretær. Mens størstedelen af partiet støttede Tysklands regering under Første Verdenskrig, var Pieck og resten af partiets venstrefløj imod krigen. Han endte med at blive arresteret for den holdning og tilbragte en periode i et militærfængsel. Efter løsladelsen boede han i Amsterdam for en kort bemærkning. Da han vendte tilbage til Berlin i 1918, tilsluttede han sig det nystiftede KPD.
Wilhelm Pieck blev valgt til Rigsdagen i 1928, og han blev genvalgt den 5. marts 1933. På grund af Rigsdagsbranden den 27.-28. februar blev de kommunistiske mandater dog kasserede denne gang.    
Efter nazisternes magtovertagelse i 1933 forlod han Tyskland og flyttede til Frankrig, men rykkede allerede i 1935 til Moskva, hvor han var i eksil til krigens afslutning. I perioden 1938-1943 var han generalsekretær for Kommunistisk Internationale. I 1943 var han en af grundlæggerne af Nationalkomitee Freies Deutschland.
Som leder af KPD's centralkomité stod Pieck i spidsen for sammenlægningen af KPD og SPD i den sovjetiske besættelseszone til Sozialistische Einheitspartei Deutschlands. Han havde også stor indflydelse på udarbejdelsen af SED's partiprogram. Sammen med Otto Grotewohl blev han leder af SED i april 1946, og i 1949 blev han valgt til præsident af det provisoriske parlament. Han blev senere genvalgt i 1953 og 1957. Grundet sit dårlige helbred viste han sig sjældent offentligt.
Pieck var således det første statsoverhoved, der repræsenterede DDR udadtil. Efter hans død i 1960 overtog det nydannede Staatsrat kollektivt denne funktion, og dermed blev Pieck landets eneste præsident.
Pieck boede på Majakowskiring i Pankow, Østberlin.